# Danh sách sân bay bận rộn nhất thế giới về lưu lượng hành khách quốc tế
DĐại ViênTân Danh sách 30 sân bay bận rộn nhất thế giới tính theo số lượng khách phục vụ. Số liệu do Tổ chức Airports Council International cấp. Một khách được tính là mỗi người đi/đến sân bay đó trong một ngày nhất định nào đó.

## Năm 2018
Theo số liệu sơ bộ của Airports Council International (tháng 1 - 12).
| Hạng | Thành phố     | Sân bay                                     | Địa điểm                                                        | Mã sân bay (IATA/ICAO) | Tổng lượt khách | Thay đổi thứ hạng tháng | Thay đổi % |
| ---- | ------------- | ------------------------------------------- | --------------------------------------------------------------- | ---------------------- | --------------- | ----------------------- | ---------- |
| 1.   | Dubai         | Sân bay quốc tế Dubai                       | Al Garhoud, Dubai, Các Tiểu Vương quốc Ả Rập Thống nhất         | DXB/OMDB               | 88,885,367      | Giữ nguyên              | 1.3%       |
| 2.   | London        | Sân bay London Heathrow                     | Hillingdon, Đại Luân Đôn, Anh Quốc                              | LHR/EGLL               | 75,306,939      | Giữ nguyên              | 2.9%       |
| 3.   | Hong Kong     | Sân bay quốc tế Hồng Kông                   | Xích Liệp Giác, Li Đảo, Tân Giới, Hồng Kông                     | HKG/VHHH               | 74,360,976      | Giữ nguyên              | 2.6%       |
| 4.   | Amsterdam     | Sân bay Amsterdam Schiphol                  | Haarlemmermeer, Bắc Hà Lan, Hà Lan                              | AMS/EHAM               | 70,956,258      | Giữ nguyên              | 3.7%       |
| 5.   | Seoul         | Sân bay quốc tế Incheon                     | Jung-gu, Incheon, Hàn Quốc                                      | ICN/RKSI               | 67,676,147      | 2                       | 10.0%      |
| 6.   | Paris         | Sân bay Paris-Charles-de-Gaulle             | Roissy-en-France, Val d'Oise, Île-de-France, Pháp               | CDG/LFPG               | 66,383,494      | 1                       | 4.2%       |
| 7.   | Singapore     | Sân bay Changi Singapore                    | Changi, East Region, Singapore                                  | SIN/WSSS               | 64,890,000      | 1                       | 5.4%       |
| 8.   | Frankfurt     | Sân bay quốc tế Frankfurt                   | Flughafen, Frankfurt, Hesse, Đức                                | FRA/EDDF               | 61,774,663      | Giữ nguyên              | 8.1%       |
| 9.   | Bangkok       | Sân bay quốc tế Suvarnabhumi                | Racha Thewa, Bang Phli, Samut Prakan, Greater Bangkok, Thái Lan | BKK/VTBS               | 50,868,846      | Giữ nguyên              | 4.2%       |
| 10.  | Istanbul      | Sân bay Atatürk Istanbul                    | Yeşilköy, Bakırköy, Istanbul, Thổ Nhĩ Kỳ                        | IST/LTBA               | 48,978,770      | 1                       | 10.1%      |
| 11.  | Đài Bắc       | Sân bay quốc tế Đào Viên Đài Loan           | Đại Viên, Đào Viên, Đài Loan                                    | TPE/RCTP               | 46,152,164      | 1                       | 3.8%       |
| 12.  | Kuala Lumpur  | Sân bay quốc tế Kuala Lumpur                | Sepang, Selangor, Malaysia                                      | KUL/WMKK               | 43,531,741      | Giữ nguyên              | 2.8%       |
| 13.  | London        | Sân bay Gatwick                             | Crawley, Tây Sussex, Anh Quốc                                   | LGW/EGKK               | 41,476,858      | Giữ nguyên              | 2.1%       |
| 14.  | Madrid        | Sân bay Adolfo Suárez Madrid–Barajas        | Madrid, Cộng đồng Madrid, Tây Ban Nha                           | MAD/LEMD               | 41,857,125      | Giữ nguyên              | 8.8%       |
| 15.  | Barcelona     | Sân bay Barcelona–El Prat                   | El Prat de Llobregat, Barcelona, Catalonia, Tây Ban Nha         | BCN/LEBL               | 36,545,787      | 2                       | 6.2%       |
| 16.  | Munich        | Sân bay quốc tế München Franz Josef Strauss | Oberding/Hallbergmoos/Marzling, Erding/Freising, Bavaria, Đức   | MUC/EDDM               | 36,545,787      | Giữ nguyên              | 5.3%       |
| 17.  | Tokyo         | Sân bay quốc tế Narita                      | Narita, Chiba, Kantō, Honshū, Nhật Bản                          | NRT/RJAA               | 35,300,076      | 1                       | 6.7%       |
| 18.  | Doha          | Sân bay quốc tế Hamad                       | Doha, Qatar                                                     | DOH/OTBD               | 34,495,078      | 3                       | 2.2%       |
| 19.  | New York City | Sân bay quốc tế John F. Kennedy             | Queens, New York City, New York, Hoa Kỳ                         | JFK/KJFK               | 33,485,078      | Giữ nguyên              | 2.8%       |
| 20.  | Toronto       | Sân bay quốc tế Toronto Pearson             | Mississauga, Ontario, Canada                                    | YYZ/CYYZ               | 31,610,348      | Giữ nguyên              | 6.7%       |

## Thời điểm năm 2006 (Tháng 1 đến tháng 9/2006)
| Hạng | Sân bay                             | Địa điểm                                    | Mã sân bay (IATA) | Tổng lượt khách | Change |
| ---- | ----------------------------------- | ------------------------------------------- | ----------------- | --------------- | ------ |
| 1.   | Sân bay London Heathrow             | London, Anh                                 | LHR               | 46.835.753      | +0.9%  |
| 2.   | Sân bay quốc tế Charles de Gaulle   | Paris, Pháp                                 | CDG               | 39.468.460      | +5.9%  |
| 3.   | Sân bay Amsterdam Schiphol          | Amsterdam, Hà Lan                           | AMS               | 35.139.892      | +4.4%  |
| 4.   | Sân bay quốc tế Frankfurtl          | Frankfurt, Đức                              | FRA               | 34.826.510      | +3.2%  |
| 5.   | Sân bay quốc tế Hong Kong           | Hồng Kông, Cộng hòa nhân dân Trung Hoa      | HKG               | 32.223.000      | +9.1%  |
| 6.   | Sân bay quốc tế Changi Singapore    | Changi, Singapore                           | SIN               | 24.343.314      | +8.2%  |
| 7.   | Sân bay London Gatwick              | Tây Sussex, Anh                             | LGW               | 23.589.962      | +4.0%  |
| 8.   | Sân bay Suvarnabhumi                | Bangkok, Thái Lan                           | BKK               | 21.821.535      | +11.5% |
| 9.   | Sân bay quốc tế Dubai               | Dubai, Các Tiểu vương quốc Ả Rập Thống nhất | DXB               | 20.674.420      | +15.7% |
| 10.  | Sân bay quốc tế Narita              | Narita, Tokyo, Nhật Bản                     | NRT               | 20.581.754      | +1.6%  |
| 11.  | Sân bay quốc tế Incheon             | Incheon, Hàn Quốc                           | ICN               | 20.500.008      | +6.3%  |
| 12.  | Sân bay quốc tế Madrid Barajas      | Barajas, Madrid, Tây Ban Nha                | MAD               | 18.658.214      | +10.1% |
| 13.  | Sân bay quốc tế München             | München, Đức                                | MUC               | 16.259.516      | +8.6%  |
| 14.  | Sân bay London Stansted             | Essex, Anh                                  | STN               | 16.148.467      | +9.3%  |
| 15.  | Sân bay Dublin                      | Dublin, Ireland                             | DUB               | 15.600.854      | +14.8% |
| 16.  | Sân bay quốc tế Đào Viên Đài Loan   | Đào Viên, Đài Loan, Trung Hoa Dân Quốc      | TPE               | 15.291.810      | +5.1%  |
| 17.  | Sân bay quốc tế John F. Kennedy     | Thành phố New York, Hoa Kỳ                  | JFK               | 14.935.334      | +3.1%  |
| 18.  | Sân bay Manchester                  | Đại Manchester, Anh                         | MAN               | 14.675.829      | -0.7%  |
| 19.  | Sân bay Copenhagen                  | Copenhagen, Đan Mạch                        | CPH               | 14.482.487      | +4.6%  |
| 20   | Sân bay quốc tế Malpensa            | Milano, Ý                                   | MXP               | 14.393.446      | +14.4% |
| 21.  | Sân bay Zürich                      | Zürich, Thụy Sĩ                             | ZRH               | 13.904.514      | +6.8%  |
| 22.  | Sân bay Son Sant Joan               | Palma, Quần đảo Balearic, Tây Ban Nha       | PMI               | 13.601.967      | +6.2%  |
| 23.  | Sân bay quốc tế Leonardo da Vinci   | Roma, Lazio, Ý                              | FCO               | 13.474.643      | +5.6%  |
| 24.  | Sân bay quốc tế Toronto Pearson     | Toronto, Ontario, Canada                    | YYZ               | 13.227.644      | +0.6%  |
| 25.  | Sân bay quốc tế Los Angeles         | Los Angeles, California, Hoa Kỳ             | LAX               | 13.005.721      | -2.8%  |
| 26.  | Sân bay Brussel                     | Brussel, Bỉ                                 | BRU               | 12.850.708      | +3.0%  |
| 27.  | Sân bay quốc tế Wien                | Viên, Áo                                    | VIE               | 12.352.342      | +6.3%  |
| 28.  | Sân bay quốc tế Barcelona           | Barcelona, Tây Ban Nha                      | BCN               | 12.214.215      | +13.7% |
| 29.  | Sân bay quốc tế Phố Đông Thượng Hải | Thượng Hải, Cộng hòa Nhân dân Trung Hoa     | PVG               | 11.788.788      | +9.5%  |
| 30.  | Sân bay quốc tế Miami               | Miami, Florida, Hoa Kỳ                      | MIA               | 11.143.532      | +2.8   |

## Số liệu năm 2005
| Hạng | Sân bay                                 | Địa điểm                                                         | Mã sân bay (IATA) | Tổng lượt khách | Change |
| ---- | --------------------------------------- | ---------------------------------------------------------------- | ----------------- | --------------- | ------ |
| 1.   | Sân bay London Heathrow                 | Hayes, Hillingdon, Greater London, Anh                           | LHR               | 60 964 323      | +1.5%  |
| 2.   | Sân bay Charles de Gaulle International | Seine-et-Marne/Seine-Saint-Denis/Val-d'Oise, Île-de-France, Pháp | CDG               | 48 551 870      | +5.0%  |
| 3.   | Sân bay Frankfurt International         | Frankfurt, Hessen, Đức                                           | FRA               | 44 756 469      | +3.2%  |
| 4.   | Sân bay Amsterdam Schiphol              | Haarlemmermeer, North Holland, Hà Lan                            | AMS               | 43 881 540      | +4.0%  |
| 5.   | Sân bay Hong Kong International         | New Territories, Hồng Kông, Cộng hòa Nhân dân Trung Hoa          | HKG               | 39 593 000      | +10.2% |
| 6.   | Sân bay quốc tế Changi Singapore        | Changi, East Region, Singapore                                   | SIN               | 30 577 724      | +7.8%  |
| 7.   | Sân bay London Gatwick                  | Crawley, West Sussex, South East, Anh, Anh                       | LGW               | 28 710 566      | +5.2%  |
| 8.   | Sân bay Narita International            | Narita, Chiba, Kantō, Honshū, Nhật Bản                           | NRT               | 27 115 822      | +2.4%  |
| 9.   | Sân bay quốc tế Bangkok                 | Bangkok, Thái Lan                                                | BKK               | 26 768 772      | +4.5%  |
| 10.  | Sân bay quốc tế Incheon                 | Incheon, Hàn Quốc                                                | ICN               | 25 541 362      | +9.0%  |
| 11.  | Sân bay Dubai quốc tế                   | Dubai, Các Tiểu vương quốc Ả Rập Thống nhất                      | DXB               | 23 607 507      | +15.9% |
| 12.  | Sân bay quốc tế Madrid Barajas          | Barajas, Madrid, Madrid (cộng đồng tự trị), Tây Ban Nha          | MAD               | 22 107 466      | +10.6% |
| 13.  | Sân bay quốc tế München                 | München, Upper Bavaria, Bavaria, Đức                             | MUC               | 19 405 560      | +8.3%  |
| 14.  | Sân bay London Stansted                 | Uttlesford, Essex, East, Anh                                     | STN               | 19 257 502      | +6.6%  |
| 15.  | Sân bay quốc tế Chiang Kai-shek         | Đào Viên, Đài Loan, Trung Hoa Dân quốc                           | TPE               | 19 158 638      | +9.0%  |
| 16.  | Sân bay Manchester                      | Greater Manchester, Tây Bắc, Anh                                 | MAN               | 18 690 695      | +6.1%  |
| 17.  | Sân bay quốc tế John F. Kennedy         | Queens, New York, New York, Hoa Kỳ                               | JFK               | 18 534 215      | +7.1%  |
| 18.  | Sân bay Copenhagen                      | Tårnby, Hovedstaden, Đan Mạch                                    | CPH               | 17 964 538      | +5.0%  |
| 19.  | Sân bay Dublin                          | Fingal, Dublin, Leinster, Ireland                                | DUB               | 17 571 677      | +8.0%  |
| 20.  | Sân bay quốc tế Los Angeles             | Los Angeles, California, Hoa Kỳ                                  | LAX               | 17 469 927      | +6.6%  |
| 21.  | Sân bay Zürich                          | Kloten, Zürich, Thụy Sĩ                                          | ZRH               | 17 265 955      | +3.9%  |
| 22.  | Sân bay quốc tế Toronto Pearson         | Toronto, Ontario, Canada                                         | YYZ               | 16 972 867      | +6.7%  |
| 23   | Sân bay quốc tế Leonardo da Vinci       | Fiumicino, Roma, Lazio, Ý                                        | FCO               | 16 527 016      | +6.9%  |
| 24.  | Sân bay quốc tế Malpensa                | Varese, Lombardy, Ý                                              | MXP               | 16 199 824      | +8.8%  |
| 25.  | Sân bay Brussels                        | Zaventem, Flemish Brabant, Vlander, Bỉ                           | BRU               | 16 060 407      | +3.6%  |
| 26.  | Sân bay Son Sant Joan                   | Palma, Quần đảo Balearic, Tây Ban Nha                            | PMI               | 15 250 975      | +4.3%  |
| 27.  | Sân bay quốc tế Wien                    | Schwechat, Lower Austria, Áo                                     | VIE               | 15 172 072      | +7.6%  |
| 28.  | Sân bay quốc tế Phố Đông Thượng Hải     | Phố Đông, Thượng Hải, Cộng hòa Nhân dân Trung Hoa                | PVG               | 14 542 233      | +16.2% |
| 29.  | Sân bay quốc tế Kuala Lumpur            | Sepang, Selangor, Malaysia                                       | KUL               | 14 329 667      | +17.7% |
| 30.  | Sân bay Antalya                         | Antalya, Thổ Nhĩ Kỳ                                              | AYT               | 14 292 096      | +13.8% |

## Số liệu năm 2004
| Hạng | Sân bay                                          | Địa điểm                                                              | Code | Tổng khách | 2003 Rank | Change |
| ---- | ------------------------------------------------ | --------------------------------------------------------------------- | ---- | ---------- | --------- | ------ |
| 1.   | Hartsfield-Jackson Atlanta International Airport | Atlanta, Georgia, Hoa Kỳ                                              | ATL  | 83.606.583 | 1         | +5.7%  |
| 2.   | O'Hare International Airport                     | Chicago, Illinois, Hoa Kỳ                                             | ORD  | 75.533.822 | 2         | +8.7%  |
| 3.   | London Heathrow Airport                          | Hayes, Greater London, Anh Quốc                                       | LHR  | 67.344.054 | 3         | +6.1%  |
| 4.   | Tokyo Haneda International Airport               | Ota, Tokyo, Nhật Bản                                                  | HND  | 62.291.405 | 4         | -0.9%  |
| 5.   | Los Angeles International Airport                | Los Angeles, California, Hoa Kỳ                                       | LAX  | 60.688.609 | 5         | +10.4% |
| 6.   | Dallas-Fort Worth International Airport          | Dallas/Fort Worth, Texas, Hoa Kỳ,                                     | DFW  | 59.412.217 | 6         | +11.6% |
| 7.   | Charles de Gaulle International Airport          | Roissy, Tremblay-en-France, Pháp                                      | CDG  | 51.260.363 | 8 (+1)    | +6.3%  |
| 8.   | Frankfurt International Airport                  | Frankfurt, Hesse, Đức                                                 | FRA  | 51.098.271 | 7 (-1)    | +5.7%  |
| 9.   | Amsterdam Schiphol Airport                       | Haarlemmermeer, North Holland, Hà Lan                                 | AMS  | 42.541.180 | 9         | +6.5%  |
| 10.  | Denver International Airport                     | Denver, Colorado, Hoa Kỳ                                              | DEN  | 42.393.766 | 10        | +13.0% |
| 11.  | McCarran International Airport                   | Las Vegas, Nevada, Hoa Kỳ                                             | LAS  | 41.411.531 | 12 (+1)   | +19.7% |
| 12.  | Sky Harbor International Airport                 | Phoenix, Arizona, Hoa Kỳ                                              | PHX  | 39.493.519 | 11 (-1)   | +5.56% |
| 13.  | Barajas International Airport                    | Madrid, Tây Ban Nha                                                   | MAD  | 38.704.731 | 13        | +7.9%  |
| 14.  | Bangkok International Airport                    | Bangkok, Thái Lan                                                     | BKK  | 37.960.169 | 18 (+4)   | +25.8% |
| 15.  | John F. Kennedy International Airport            | Thành phố New York, Hoa Kỳ                                            | JFK  | 37.518.143 | 17 (+2)   | +18.2% |
| 16.  | Minneapolis-Saint Paul International Airport     | Minneapolis/Saint Paul, Minnesota, Hoa Kỳ                             | MSP  | 36.713.173 | 15 (-1)   | +10.6% |
| 17.  | Hong Kong International Airport                  | Chek Lap Kok, New Territories, Hồng Kông, Cộng hòa nhân dân Trung Hoa | HKG  | 36.711.920 | 24 (+7)   | +35.5% |
| 18.  | George Bush Intercontinental Airport             | Houston, Texas, Hoa Kỳ                                                | IAH  | 36.506.116 | 14 (-4)   | +6.9%  |
| 19.  | Detroit Metropolitan Wayne County Airport        | Detroit, Michigan, Hoa Kỳ                                             | DTW  | 35.187.517 | 16 (-3)   | +7.7%  |
| 20.  | Beijing Capital International Airport            | Chaoyang, Bắc Kinh, Cộng hòa nhân dân Trung Hoa                       | PEK  | 34.883.190 | N/A       | +43.2% |
| 21.  | San Francisco International Airport              | San Francisco, California, Hoa Kỳ                                     | SFO  | 32.247.746 | 22 (+1)   | +10.0% |
| 22.  | Newark Liberty International Airport             | Newark, New Jersey, Hoa Kỳ                                            | EWR  | 31.947.266 | 21 (-1)   | +8.4%  |
| 23.  | London Gatwick Airport                           | Surrey/West Sussex, Anh Quốc                                          | LGW  | 31.461.454 | 19 (−4)   | +4.8%  |
| 24.  | Orlando International Airport                    | Orlando, Florida, Hoa Kỳ                                              | MCO  | 31.143.388 | 23 (-1)   | +14.0% |
| 25.  | Narita International Airport                     | Narita, Chiba, Nhật Bản                                               | NRT  | 31.057.252 | 26 (+1)   | +17.0% |
| 26.  | Singapore Changi Airport                         | Changi, East Region, Singapore                                        | SIN  | 30.353.565 | N/A       | +23.1% |
| 27.  | Miami International Airport                      | Miami, Florida, Hoa Kỳ                                                | MIA  | 30.165.197 | 20 (-7)   | +1.9%  |
| 28.  | Seattle-Tacoma International Airport             | Seattle, Washington, Hoa Kỳ                                           | SEA  | 28.804.554 | 25 (-3)   | +7.5%  |
| 29.  | Toronto Pearson International Airport            | Toronto, Ontario, Canada                                              | YYZ  | 28.615.709 | 29        | 4.6%   |
| 30.  | Philadelphia International Airport               | Philadelphia, Pennsylvania, Hoa Kỳ                                    | PHL  | 28.507.420 | 30        | +15.5% |

## Số liệu năm 2003
| Hạng | Sân bay                                          | Địa điểm                                                              | Code | Tổng khách | 2002 Hạng | % Thay đổi |
| ---- | ------------------------------------------------ | --------------------------------------------------------------------- | ---- | ---------- | --------- | ---------- |
| 1.   | Hartsfield-Jackson Atlanta International Airport | Atlanta, Georgia, Hoa Kỳ                                              | ATL  | 79.086.792 | 1         | +2.9%      |
| 2.   | O'Hare International Airport                     | Chicago, Illinois, Hoa Kỳ                                             | ORD  | 69.508.672 | 2         | +4.4%      |
| 3.   | London Heathrow Airport                          | Hayes, Greater London, Anh Quốc                                       | LHR  | 63.487.136 | 3         | +0.2%      |
| 4.   | Tokyo International Airport (Haneda)             | Ota, Tokyo, Nhật Bản                                                  | HND  | 62.876.269 | 4         | +2.94%     |
| 5.   | Los Angeles International Airport                | Los Angeles, California Hoa Kỳ,                                       | LAX  | 54.982.838 | 5         | -2.2%      |
| 6.   | Dallas-Fort Worth International Airport          | Dallas/Fort Worth, Texas, Hoa Kỳ,                                     | DFW  | 53.253.607 | 6         | +0.8%      |
| 7.   | Frankfurt International Airport                  | Frankfurt, Hesse, Đức                                                 | FRA  | 48.351.664 | 7         | -0.2%      |
| 8.   | Charles De Gaulle International Airport          | Roissy, Tremblay-en-France, Pháp                                      | CDG  | 48.220.436 | 8         | -0.3%      |
| 9.   | Amsterdam Schiphol Airport                       | Haarlemmermeer, North Holland, Hà Lan                                 | AMS  | 39.960.400 | 9         | -1.9%      |
| 10.  | Denver International Airport                     | Denver, Colorado, Hoa Kỳ                                              | DEN  | 37.505.138 | 10        | +5.2%      |
| 11.  | Sky Harbor International Airport                 | Phoenix, Arizona, Hoa Kỳ                                              | PHX  | 37.412.165 | 11        | +5.2%      |
| 12.  | McCarran International Airport                   | Las Vegas, Nevada, Hoa Kỳ                                             | LAS  | 36.285.932 | 12        | +3.6%      |
| 13.  | Barajas International Airport                    | Madrid, Tây Ban Nha                                                   | MAD  | 35.854.293 | 13        | +5.7%      |
| 14.  | George Bush Intercontinental Airport             | Houston, Texas, Hoa Kỳ                                                | IAH  | 34.154.574 | 14        | +0.7%      |
| 15.  | Minneapolis/Saint Paul International Airport     | Minneapolis/Saint Paul, Minnesota, Hoa Kỳ                             | MSP  | 33.201.860 | 16 (+1)   | +1.8%      |
| 16.  | Detroit Metropolitan Wayne County Airport        | Detroit, Michigan, Hoa Kỳ                                             | DTW  | 32.664.620 | 17 (+1)   | +0.6%      |
| 17.  | John F. Kennedy International Airport            | Thành phố New York, Hoa Kỳ                                            | JFK  | 31.732.371 | 21 (+4)   | +6.0%      |
| 18.  | Bangkok International Airport                    | Bangkok, Thái Lan                                                     | BKK  | 30.175.379 | 18        | -6.2%      |
| 19.  | London Gatwick Airport                           | Surrey/West Sussex, Anh Quốc                                          | LGW  | 30.007.021 | 22 (+3)   | +1.3%      |
| 20.  | Miami International Airport                      | Miami, Florida, Hoa Kỳ                                                | MIA  | 29.595.618 | 20        | -1.5%      |
| 21.  | Newark Liberty International Airport             | Newark, New Jersey, Hoa Kỳ                                            | EWR  | 29.431.061 | 23 (+2)   | +0.7%      |
| 22.  | San Francisco International Airport              | San Francisco, California, Hoa Kỳ                                     | SFO  | 29.313.271 | 19 (-3)   | -6.8%      |
| 23.  | Orlando International Airport                    | Orlando, Florida, Hoa Kỳ                                              | MCO  | 27.319.223 | 28 (+5)   | +2.5%      |
| 24.  | Hong Kong International Airport                  | Chek Lap Kok, New Territories, Hồng Kông, Cộng hòa nhân dân Trung Hoa | HKG  | 27.092.290 | 15 (-9)   | -20.0%     |
| 25.  | Seattle-Tacoma International Airport             | Seattle, Washington, Hoa Kỳ                                           | SEA  | 26.755.888 | 27 (+2)   | +0.2%      |
| 26.  | Narita International Airport                     | Narita, Chiba, Nhật Bản                                               | NRT  | 26.537.406 | 25 (-1)   | -8.1%      |
| 27.  | Leonardo Da Vinci International Airport          | Roma, Ý                                                               | FCO  | 26.284.478 | N/A       | +3.7%      |
| 28.  | Kingsford Smith International Airport            | Sydney, New South Wales, Australia                                    | SYD  | 25.333.508 | N/A       | +4.0%      |
| 29.  | Toronto Pearson International Airport            | Toronto, Ontario, Canada                                              | YYZ  | 24.739.312 | 29        | -4.6%      |
| 30.  | Philadelphia International Airport               | Philadelphia, Pennsylvania, Hoa Kỳ                                    | PHL  | 24.671.075 | N/A       | +0.5%      |

## Số liệu năm 2002
| Hạng | Sân bay                                          | Địa điểm                                                              | Code | Tổng khách |
| ---- | ------------------------------------------------ | --------------------------------------------------------------------- | ---- | ---------- |
| 1.   | Hartsfield-Jackson Atlanta International Airport | Atlanta, Georgia, Hoa Kỳ                                              | ATL  | 76.876.128 |
| 2.   | O'Hare International Airport                     | Chicago, Illinois, Hoa Kỳ                                             | ORD  | 66.565.952 |
| 3.   | London Heathrow Airport                          | Hayes, Greater London, Anh Quốc                                       | LHR  | 63.338.641 |
| 4.   | Tokyo International Airport                      | Ota, Tokyo, Nhật Bản                                                  | HND  | 61.079.478 |
| 5.   | Los Angeles International Airport                | Los Angeles, California Hoa Kỳ                                        | LAX  | 56.223.843 |
| 6.   | Dallas-Fort Worth International Airport          | Dallas/Fort Worth, Texas, Hoa Kỳ                                      | DFW  | 52.828.573 |
| 7.   | Frankfurt International Airport                  | Frankfurt, Hesse, Đức                                                 | FRA  | 48.450.357 |
| 8.   | Charles De Gaulle International Airport          | Roissy, Tremblay-en-France, Pháp                                      | CDG  | 48.350.172 |
| 9.   | Amsterdam Schiphol Airport                       | Haarlemmermeer, North Holland, Hà Lan                                 | AMS  | 40.736.009 |
| 10.  | Denver International Airport                     | Denver, Colorado, Hoa Kỳ                                              | DEN  | 35.651.098 |
| 11.  | Sky Harbor International Airport                 | Phoenix, Arizona, Hoa Kỳ                                              | PHX  | 35.547.167 |
| 12.  | McCarran International Airport                   | Las Vegas, Nevada, Hoa Kỳ                                             | LAS  | 35.009.011 |
| 13.  | Barajas International Airport                    | Madrid, Tây Ban Nha                                                   | MAD  | 33.913.456 |
| 14.  | George Bush Intercontinental Airport             | Houston, Texas, Hoa Kỳ                                                | IAH  | 33.905.253 |
| 15.  | Hong Kong International Airport                  | Chek Lap Kok, New Territories, Hồng Kông, Cộng hòa Nhân dân Trung Hoa | HKG  | 33.882.463 |
| 16.  | Minneapolis/Saint Paul International Airport     | Minneapolis/Saint Paul, Minnesota, Hoa Kỳ                             | MSP  | 32.628.331 |
| 17.  | Detroit Metropolitan Wayne County Airport        | Detroit, Michigan, Hoa Kỳ                                             | DTW  | 32.477.694 |
| 18.  | Bangkok International Airport                    | Bangkok, Thái Lan                                                     | BKK  | 32.182.980 |
| 19.  | San Francisco International Airport              | San Francisco, California, Hoa Kỳ                                     | SFO  | 31.456.422 |
| 20.  | Miami International Airport                      | Miami, Florida, Hoa Kỳ                                                | MIA  | 30.060.241 |
| 21.  | John F. Kennedy International Airport            | New York City, New York, Hoa Kỳ                                       | JFK  | 29.943.084 |
| 22.  | London Gatwick Airport                           | Surrey/West Sussex, Anh Quốc                                          | LGW  | 29.628.423 |
| 23.  | Newark Liberty International Airport             | Newark, New Jersey, Hoa Kỳ                                            | EWR  | 29.202.654 |
| 24.  | Singapore Changi Airport                         | Changi, East Region, Singapore                                        | SIN  | 28.979.344 |
| 25.  | Narita International Airport                     | Narita, Chiba, Nhật Bản                                               | NRT  | 28.883.606 |
| 26.  | Beijing Capital International Airport            | Chaoyang, Bắc Kinh, Cộng hòa nhân dân Trung Hoa                       | PEK  | 27.159.665 |
| 27.  | Seattle-Tacoma International Airport             | Seattle, Washington, Hoa Kỳ                                           | SEA  | 26.690.843 |
| 28.  | Orlando International Airport                    | Orlando, Florida, Hoa Kỳ                                              | MCO  | 26.653.672 |
| 29.  | Toronto Pearson International Airport            | Toronto, Ontario, Canada                                              | YYZ  | 25.930.363 |
| 30.  | Lambert-Saint Louis International Airport        | Saint Louis, Missouri, Hoa Kỳ                                         | STL  | 25.626.114 |